# Opposition (Album)
Opposition ist das zehnte Studioalbum von Frei.Wild, der Deutschrock-Band aus Brixen in der italienischen Provinz Bozen–Südtirol. Es ist ein Doppelalbum und erschien am 3. April 2015 über das Label Rookies & Kings als Deluxe-Edition sowie als Boxset, inklusive DVD und Hörbuch. Außerdem wurde eine Mehr Geld für Bier (MGfB)-Edition veröffentlicht, die nur die Hälfte der Songs enthält.

## Musikstil und Inhalt
Das Album ist den Genres Deutschrock und Hard Rock zuzuordnen. Neben schnellen und rockigen Songs, wie Wir brechen eure Seelen oder Unvergessen, unvergänglich, lebenslänglich, sind auch tiefgründige und ruhigere Lieder (z. B. Wie ein schützender Engel) enthalten.

## Covergestaltung
Das Albumcover ist in roten Farbtönen gehalten. Es zeigt eine Flamme, umgeben von einem Kreis, an dem sich rechts oben das Frei.Wild-Logo und der weiße Titel Opposition befinden. Das Cover der MGfB-Edition zeigt das gleiche Motiv, ist aber in Schwarz gehalten.

## Titellisten
| Deluxe-Edition | MGfB-Edition |
| --- | --- |
| CD 1 1. Intro – 1:36 2. Wir brechen eure Seelen – 4:20 3. Allein, ohne dich, bei dir – 4:08 4. Ich will dich irgendwann verlieren – 4:26 5. LUAA – Rock’n Opposition – 3:52 6. Wenn die Erinnerung erwacht – 4:04 7. Hab keine Angst – 3:52 8. Akzeptierter Faschist – 3:25 9. Es braucht nicht viel, um glücklich zu sein – 3:43 10. Nichts kommt schlimmer als erwartet – 4:45 11. Morgen wird alles besser – 4:14 12. Hör, was das Herz dir sagt – 3:41 13. Du bist sie (die Einzige für mich) – 4:55 CD 2 1. Unvergessen, unvergänglich, lebenslänglich – 3:39 2. Selig oder Sünder – 3:37 3. Für Glaube, für Liebe, für Hoffnung – 3:58 4. Lass dich gehen – 3:27 5. Alles um uns ist still – 4:39 6. Weil ihr gerne Kriege führt – 4:09 7. Auge um Auge, Zahn um Zahn – 3:15 8. Wie ein schützender Engel – 4:07 9. Feste fallen, wie sie fallen, aber landen tun sie hart – 3:33 10. Sein oder nicht sein – 3:49 11. Ich bin neu, ich fange an – 3:56 12. Zusammen und vereint – 4:05 13. Die Band, die Wahrheit bringt – 4:11 Bonus-Songs der iTunes-Edition 1. Das Leben, das kein Toter wählt – 4:35 2. Zeit lass mir Zeit – 4:51 Bonus-DVD des Boxsets 1. Dokumentation: Stille Zeit 2. Musikvideos Bonus-CD des Boxsets 1. Hörbuch | 1. Intro – 1:36 2. Wir brechen eure Seelen – 4:20 3. LUAA – Rock’n Opposition – 3:52 4. Hab keine Angst – 3:52 5. Du bist sie (die Einzige für mich) – 4:55 6. Unvergessen, unvergänglich, lebenslänglich – 3:39 7. Lass dich gehen – 3:27 8. Auge um Auge, Zahn um Zahn – 3:15 9. Alles um uns ist still – 4:39 10. Es braucht nicht viel, um glücklich zu sein – 3:43 11. Selig oder Sünder – 3:37 12. Wenn die Erinnerung erwacht – 4:04 13. Die Band, die Wahrheit bringt – 4:11 |

## Chartplatzierungen und Singles
Opposition stieg auf Anhieb auf Platz 1 in die deutschen sowie die österreichischen Albumcharts ein, während es in der Schweiz Rang 2 belegte. In den deutschen Jahrescharts 2015 belegte das Album Position 7.
Am 12. Dezember 2014 wurde die erste Single Wir brechen eure Seelen veröffentlicht und stieg für eine Woche auf Platz 8 in die deutschen Charts ein. Die zweite Single Unvergessen, unvergänglich, lebenslänglich erschien am 23. Januar 2015 und erreichte Rang 6 der Charts. Am 13. März 2015 wurde Wie ein schützender Engel als dritte Single ausgekoppelt und stieg auf Position 11 in die Charts ein. Außerdem wurden Musikvideos zu den Liedern Die Band, die Wahrheit bringt, Hab keine Angst, Lass dich gehen, Allein, ohne dich, bei dir und Zusammen und vereint veröffentlicht.

## Verkaufszahlen und Auszeichnungen
Im Juni 2018 wurde Opposition mit Platin für über 200.000 verkaufte Einheiten in Deutschland ausgezeichnet. Im Mai 2017 erhielt das Album die Goldene Schallplatte in Österreich für mehr als 7.500 Verkäufe.
Bei der Echoverleihung 2016 wurde Frei.Wild für das Album in der Kategorie „Gruppe Rock/Alternative (national)“ ausgezeichnet.

## Rezeption
| Professionelle Bewertungen | Professionelle Bewertungen |
| -------------------------- | -------------------------- |
| Kritiken                   |                            |
| Quelle                     | Bewertung                  |
| laut.de                    | [ 7 ]                      |
| Metal Hammer               | [ 8 ]                      |

Das Online-Magazin laut.de kritisierte, dass das Album im Gegensatz zu den Vorgängern Gegengift und Feinde deiner Feinde deutlich an Qualität verloren habe und gab ihm lediglich zwei von fünf möglichen Punkten:

„Der überwiegende Teil der über zwei Dutzend ‚Oppositions‘-Gesänge klingt schlicht nach B-Ware. Dass das einfach gehaltene, mitsing- und partykompatible Rezept aus Südtiroler Hause durchaus frisch klingen kann, bewies der Vorgänger. Nur ist von der ‚Feinde Deiner Feinde‘-Hitdichte leider rein gar nichts geblieben. ‚Opposition‘ wirkt keinesfalls angriffslustig oder motiviert, wie man das angesichts des Titels vielleicht vermuten könnte. […] Den Südtirolern scheint einfach nichts mehr einzufallen. Anders lässt es sich kaum erklären, warum mit ‚Feste Fallen Wie Sie Fallen, Aber Landen Tun Sie Hart‘ tatsächlich ein Track über eine durchzechte Nacht enthalten ist. […] Angriffsfläche für Kritiker und Medien bietet ‚Opposition‘ im Grunde eh keine mehr. Ob das nun gut oder schlecht für die Band ist, wird sich zeigen. Wenn das musikalisch auf Dauer so weiter geht wie hier, gibt's nämlich auch in dieser Hinsicht kaum Gesprächsbedarf mehr.“

## Xtreme-Edition
Am 4. Dezember 2015 erschien eine neue Version des Albums als Xtreme-Edition.

### Inhalt
Die Xtreme-Edition enthält neben allen Liedern des normalen Albums auch zugehörige Singletracks, einen Freedownload-Song sowie drei zuvor unveröffentlichte Stücke aus dem Zeitraum der Albumentstehung. Die beiden DVDs, mit einer Gesamtspielzeit von über fünf Stunden, zeigen Live-Aufnahmen der Band von der zurückliegenden Tournee zum Album sowie einen Roadmovie.

### Covergestaltung
Das Albumcover der Xtreme-Edition ist in den Farben schwarz, weiß und rot gehalten. Es zeigt Philipp Burger mit Gitarre auf der Bühne. Die Gesichter der anderen drei Bandmitglieder sind auf seinem Körper zu sehen. Im Hintergrund sind Fans und die Oppositions-Flamme zu erkennen. Rechts oben im Bild befinden sich das Frei.Wild-Logo sowie die Schriftzüge Opposition und Xtreme Edition.

### Titelliste
| Xtreme-Edition: CDs | Xtreme-Edition: DVDs |
| --- | --- |
| CD 1 1. Intro – 1:36 2. LUAA – Rock’n Opposition – 3:52 3. Sein oder nicht sein – 3:49 4. Unvergessen, unvergänglich, lebenslänglich – 3:39 5. Fühlen mit dem Herzen, sehen mit den Augen – 3:35 6. Alles um uns ist still – 4:39 7. Es braucht nicht viel, um glücklich zu sein – 3:43 8. Morgen wird alles besser – 4:14 9. Hoher Flug, tiefer Fall – 3:27 10. Ich bin neu, ich fange an – 3:56 11. Wenn die Erinnerung erwacht – 4:04 12. Ich will dich irgendwann verlieren – 4:26 13. Intro (live 2015) – 2:23 14. Wir brechen eure Seelen (live 2015) – 4:23 15. LUAA – Rock’n Opposition (live 2015) – 3:49 CD 2 1. Für Glaube, für Liebe, für Hoffnung – 3:58 2. Lass dich gehen – 3:27 3. Akzeptierter Faschist – 3:25 4. Manche Dinge brauchen Zeit – 4:54 5. Wir brechen eure Seelen – 4:20 6. Das Leben, das kein Toter wählt – 4:35 7. Selig oder Sünder – 3:37 8. Wie ein schützender Engel – 4:07 9. Hab keine Angst – 3:52 10. Auf los nichts los (Sonst dicke Hose und die Fresse groß) – 2:49 11. Für alle etwas, doch etwas mehr für mich – 3:30 12. Im Sturm, wo unsere Fahnen stehen – 4:19 13. Unvergessen, unvergänglich, lebenslänglich (live 2015) – 3:45 14. Wie ein schützender Engel (live 2015) – 4:18 15. Auge um Auge, Zahn um Zahn (live 2015) – 3:47 CD 3 1. Nichts kommt schlimmer als erwartet – 4:45 2. Weil ihr gerne Kriege führt – 4:09 3. Auge um Auge, Zahn um Zahn – 3:15 4. Zusammen und vereint – 4:05 5. Der Lüge ein Gebet – 3:44 6. Zeit, lass mir Zeit – 4:51 7. Feste fallen, wie sie fallen, aber landen tun sie hart – 3:33 8. Allein, ohne dich, bei dir – 4:08 9. Hör, was dein Herz dir sagt – 3:41 10. Du bist sie (die Einzige für mich) – 4:55 11. Eine Freundschaft, eine Liebe, eine Familie – 3:24 12. Die Band, die Wahrheit bringt – 4:11 13. Du bist sie (die Einzige für mich) (live 2015) – 5:08 14. Hab keine Angst (live 2015) – 4:12 15. Feste fallen, wie sie fallen, aber landen tun sie hart (live 2015) – 3:54 | DVD 1 (Live-Auftritt) 1. Intro 2. Wir brechen eure Seelen 3. LUAA – Rock’n Opposition 4. Frei.Wild 5. Unvergessen, unvergänglich, lebenslänglich 6. Arschtritt 7. Wie ein schützender Engel 8. Wir reiten in den Untergang 9. Allein nach vorne 10. Wer nichts weiß, wird alles glauben 11. Halt deine Schnauze 12. Auge um Auge 13. Du bist sie (die Einzige für mich) 14. Weil du mich nur verarscht hast 15. Verdammte Welt 16. Hab keine Angst 17. Südtirol 18. Die Welt brennt 19. Feste fallen, wie sie fallen, aber landen tun sie hart 20. Das Land der Vollidioten 21. Zieh mit den Göttern 22. Wir gehen wie Bomben auf euch nieder 23. Sieger stehen da auf, wo Verlierer liegen bleiben DVD 2 1. Roadmovie + Konzertausschnitte Deutschland, Österreich, Schweiz, Südtirol |

### Musikvideos
Einen Tag vor Erscheinen der Xtreme-Edition wurde ein Musikvideo zum Lied Fühlen mit dem Herzen, sehen mit den Augen veröffentlicht.

### Chartplatzierungen
Nach Veröffentlichung der Xtreme-Edition gelang Opposition (die Verkäufe beider Albumversionen werden zusammen gewertet) im Dezember 2015 der Wiedereinstieg auf Platz 4 in die deutschen Top 100.